# Długi Bród (województwo podlaskie)
Długi Bród – wieś w Polsce, położona w województwie podlaskim, w powiecie hajnowskim, w gminie Dubicze Cerkiewne.
| SIMC    | Nazwa     | Rodzaj                 |
| ------- | --------- | ---------------------- |
| 0027884 | Jakubowo  | przysiółek, do 2024 r. |
| 0027890 | Piaski    | przysiółek             |
| 0027909 | Zabagonie | przysiółek, do 2024 r. |

## Historia
Według Pierwszego Powszechnego Spisu Ludności, przeprowadzonego w 1921 roku, wieś Długi Bród liczyła 11 domów i zamieszkiwało ją 67 osób (35 kobiet i 32 mężczyzn). Wszyscy mieszkańcy miejscowości zadeklarowali wówczas białoruską przynależność narodową oraz wyznanie prawosławne. W owym czasie wieś znajdowała się w gminie Białowieża.
W latach 1975–1998 miejscowość administracyjnie należała do województwa białostockiego.

## Inne
Prawosławni mieszkańcy wsi należą do parafii Podwyższenia Krzyża Pańskiego w Werstoku, a wierni kościoła rzymskokatolickiego do parafii św. Zygmunta w Kleszczelach.
Wieś w 2011 roku zamieszkiwało 55 osób.

## Związani z Długim Brodem
- Eugeniusz Wappa – białoruski działacz narodowy i społeczny